# Luré
Luré là một xã trong tỉnh Loire miền trung nước Pháp.